# Medeahypotesen
Medeahypotesen är en term som myntats av paleontologen Peter Ward. Den handlar om att flercelligt liv, sett som en superorganism, är självmordsbenäget. Denna hypotes är upprättad i strid mot Gaiateorin. Tanken är att de mikrobiellt utlösta massförintelserna under historiens gång är jordens försök att återvända till ett mikrobiellt dominerande stadium, som den faktiskt har haft under den större delen av sin existens.
Hypotesen är uppkallad efter den mytologiska Medea, som dödade sina egna barn. Medea representerar här jorden och hennes barn representerar det flercelliga livet.
De tidigare "självmordsförsöken" är:     
- Metankatastrofen för 3,5 miljarder år sedan
- Syrekatastrofen för 2,7 miljarder år sedan
- Snöbollsjorden, då hela jorden var täckt av is, två gånger, för 2,3 miljarder år sedan och för 790 till 630 miljoner år sedan
- De minst fem förmodade svavelväte-orsakade massförintelserna, som Perm–trias-utdöendet för 251,4 miljoner år sedan

Förteckningen omfattar inte krita-paleogen-utdöendet, eftersom detta åtminstone delvis berodde på ett meteoritnedslag.